# Tadzjiekse Autonome Socialistische Sovjetrepubliek
De Tadzjiekse Autonome Socialistische Sovjetrepubliek (Russisch: Таджикская Автономная Социалистическая Советская Республика of Tadzjiekse ASSR (Russisch: Таджикская АССР) was een autonome socialistische sovjetrepubliek van de Sovjet-Unie.
De Tadzjiekse Autonome Socialistische Sovjetrepubliek ontstond in oktober 1924 door een aantal etnisch gerichte wetten die de bestaande regionale eenheden in Centraal-Azië (te weten de Turkestaanse Autonome Socialistische Sovjetrepubliek, de Volksrepubliek Buchara en de Volksrepubliek Chorasmië) veranderde in de Oezbeekse Socialistische Sovjetrepubliek (waar de Tadzjiekse ASSR deel ging van uitmaken), de Turkmeense Socialistische Sovjetrepubliek, de Kara-Kirgizische Autonome Oblast en de Karakalpakse Autonome Oblast(als deel van de Kazachse ASSR).
De hoofdstad van de Tadzjiekse Autonome Socialistische Sovjetrepubliek was Doesjanbe. In oktober 1929 werd door de politicus Sjirinsjo Sjotemoer de autonome sovjetrepubliek hervormd tot een volwaardige socialistische sovjetrepubliek, de Tadzjiekse Socialistische Sovjetrepubliek. De regio Choedzjand werd van de Oezbeekse Socialistische Sovjetrepubliek als de provincie Sugh onderdeel van de nieuwe socialistische sovjetrepubliek. De hoofdstad Doesjanbe werd hernoemd tot Stalinbad als eerbetoon aan Jozef Stalin.